# Tygarrup malabarus
Tygarrup malabarus är en mångfotingart som först beskrevs av Chamberlin R. 1944.  Tygarrup malabarus ingår i släktet Tygarrup och familjen storhuvudjordkrypare. Inga underarter finns listade i Catalogue of Life.